# Badminton-Europameisterschaft 1982
Die 8. Badminton-Europameisterschaften fanden vom 13. bis zum 18. April 1982 in der Sporthalle Böblingen statt und wurden von  der European Badminton Union und dem Deutschen Badminton-Verband ausgerichtet.

## Medaillengewinner
| Disziplin    | Gold | Silber | Bronze |
| ------------ | --- | --- | --- |
| Herreneinzel | Jens Peter Nierhoff | Ray Stevens | Claus Andersen |
| Herreneinzel | Jens Peter Nierhoff | Ray Stevens | Nick Yates |
| Dameneinzel  | Lene Køppen | Karen Bridge | Christine Magnusson |
| Dameneinzel  | Lene Køppen | Karen Bridge | Jane Webster |
| Herrendoppel | Stefan Karlsson Thomas Kihlström | Martin Dew Mike Tredgett | Claes Nordin Lars Wengberg |
| Herrendoppel | Stefan Karlsson Thomas Kihlström | Martin Dew Mike Tredgett | Ray Stevens Andy Goode |
| Damendoppel  | Gillian Gilks Gillian Clark | Nora Perry Jane Webster | Dorte Kjær Nettie Nielsen |
| Damendoppel  | Gillian Gilks Gillian Clark | Nora Perry Jane Webster | Lene Køppen Anne Skovgaard |
| Mixed        | Martin Dew Gillian Gilks | Mike Tredgett Nora Perry | Lars Wengberg Anette Börjesson |
| Mixed        | Martin Dew Gillian Gilks | Mike Tredgett Nora Perry | Steen Skovgaard Anne Skovgaard |
| Teams        | England Kevin Jolly Ray Stevens Nick Yates Steve Baddeley Mike Tredgett Martin Dew Andy Goode Helen Troke Nora Perry Jane Webster Gillian Clark Gillian Gilks Karen Bridge | Schweden Torbjörn Pettersson Stefan Karlsson Thomas Kihlström Lars Wengberg Claes Nordin Lena Axelsson Maria Bengtsson Christine Magnusson Anette Börjesson | Dänemark Jens Peter Nierhoff Claus Andersen Jesper Helledie Steen Fladberg Steen Skovgaard Flemming Delfs Lene Køppen Rikke von Sørensen Pia Nielsen Anne Skovgaard Dorte Kjær Nettie Nielsen |

## Herreneinzel

### 3. Runde
- Jens Peter Nierhoff - Jean Pierre Bauduin: 15:4, 15:1
- Ray Stevens - Øyvind Berntsen: 15:1, 15:1
- Nick Yates - Anthony Gallagher: 15:11, 15:10
- Claus Andersen - Heinz Fischer: 15:1, 15:6
- Kevin Jolly - Miha Šepec: 15:1, 15:2
- Anatoliy Skripko - Stefan Karlsson: 8:15, 15:4, 18:17
- Thomas Kihlström - Laurent Kuhnert: 15:4, 15:2
- Torbjörn Pettersson - Steve Baddeley: 15:13, 17:14
- Harald Klauer - Rob Ridder: 15:0, 15:10
- Philip Sutton - Guus van der Vlugt: 15:4, 15:3
- Mark Richards - Jan de Mulder: 7:15, 15:3, 15:8
- Uun Santosa - Evgeniy Dayanov: 15:8, 15:5
- Tomas Johansson - Broddi Kristjánsson: 15:4, 15:6
- Steen Fladberg - Stane Koprivšek: 15:4, 15:3
- Thomas Künstler - Vitaliy Shmakov: 15:12, 15:12
- Karel Lakomý - Pascal Kaul: 15:12, 15:5

### Achtelfinale
- Jens Peter Nierhoff –  Harald Klauer: 15:5, 15:2
- Ray Stevens –  Philip Sutton: 15:10, 18:16
- Nick Yates –  Mark Richards: 15:7, 15:6
- Claus Andersen –  Uun Santosa: 11:15, 17:14, 15:4
- Kevin Jolly –  Tomas Johansson: 17:15, 15:4
- Anatoliy Skripko –  Steen Fladberg: 15:13, 15:9
- Thomas Kihlström –  Thomas Künstler: 15:3, 15:3
- Torbjörn Pettersson –  Karel Lakomý: 17:14, 15:2

### Endrunde
|  | Viertelfinale       | Viertelfinale       | Viertelfinale | Viertelfinale |             |                     | Semifinale  | Semifinale | Semifinale | Semifinale |  |  | Finale | Finale | Finale | Finale |
|  |                     |                     |               |               |             |                     |             |            |            |            |  |  |        |        |        |        |
|  | Anatoliy Skripko    | 6                   | 11            |               |             |                     |             |            |            |            |  |  |        |        |        |        |
|  | Ray Stevens         | 15                  | 15            |               |             |                     |             |            |            |            |  |  |        |        |        |        |
|  | Ray Stevens         | 15                  | 15            |               | Ray Stevens | 15                  | 15          |            |            |            |  |  |        |        |        |        |
|  |                     |                     |               |               | Ray Stevens | 15                  | 15          |            |            |            |  |  |        |        |        |        |
|  |                     | Claus Andersen      | 8             | 10            |             |                     |             |            |            |            |  |  |        |        |        |        |
|  | Torbjörn Pettersson | Claus Andersen      | 8             | 10            | 15          | 16                  | 12          |            |            |            |  |  |        |        |        |        |
|  | Torbjörn Pettersson |                     |               |               |             |                     | 12          |            |            |            |  |  |        |        |        |        |
|  | Claus Andersen      | 3                   | 17            | 15            |             |                     |             |            |            |            |  |  |        |        |        |        |
|  |                     |                     |               |               |             |                     | Ray Stevens | 9          | 4          |            |  |  |        |        |        |        |
|  |                     | Jens Peter Nierhoff | 15            | 15            |             |                     |             |            |            |            |  |  |        |        |        |        |
|  | Kevin Jolly         | 7                   | 15            | 8             |             |                     |             |            |            |            |  |  |        |        |        |        |
|  | Jens Peter Nierhoff | 15                  | 7             | 15            |             |                     |             |            |            |            |  |  |        |        |        |        |
|  | Jens Peter Nierhoff | 15                  | 7             | 15            |             | Jens Peter Nierhoff | 15          | 5          | 15         |            |  |  |        |        |        |        |
|  |                     |                     |               |               |             | Jens Peter Nierhoff | 15          | 5          | 15         |            |  |  |        |        |        |        |
|  |                     | Nick Yates          | 10            | 15            | 4           |                     |             |            |            |            |  |  |        |        |        |        |
|  | Nick Yates          | Nick Yates          | 10            | 15            | 4           | 15                  | 14          | 15         |            |            |  |  |        |        |        |        |
|  | Nick Yates          |                     |               |               |             |                     |             | 15         |            |            |  |  |        |        |        |        |
|  | Thomas Kihlström    | 5                   | 17            | 10            |             |                     |             |            |            |            |  |  |        |        |        |        |

## Dameneinzel
|  | Viertelfinale       | Viertelfinale       | Viertelfinale | Viertelfinale |              |    | Semifinale  | Semifinale | Semifinale | Semifinale |  |  | Finale | Finale | Finale | Finale |
|  |                     |                     |               |               |              |    |             |            |            |            |  |  |        |        |        |        |
|  | Lene Køppen         | 11                  | 11            |               |              |    |             |            |            |            |  |  |        |        |        |        |
|  | Helen Troke         | 5                   | 8             |               |              |    |             |            |            |            |  |  |        |        |        |        |
|  | Helen Troke         | 5                   | 8             |               | Lene Køppen  | 11 | 11          |            |            |            |  |  |        |        |        |        |
|  |                     |                     |               |               | Lene Køppen  | 11 | 11          |            |            |            |  |  |        |        |        |        |
|  |                     | Christine Magnusson | 4             | 1             |              |    |             |            |            |            |  |  |        |        |        |        |
|  | Christine Magnusson | Christine Magnusson | 4             | 1             | 11           | 11 |             |            |            |            |  |  |        |        |        |        |
|  | Christine Magnusson |                     |               |               |              |    |             |            |            |            |  |  |        |        |        |        |
|  | Nettie Nielsen      | 7                   | 7             |               |              |    |             |            |            |            |  |  |        |        |        |        |
|  |                     |                     |               |               |              |    | Lene Køppen | 11         | 11         |            |  |  |        |        |        |        |
|  |                     | Karen Bridge        | 1             | 9             |              |    |             |            |            |            |  |  |        |        |        |        |
|  | Karen Bridge        | 11                  | 11            |               |              |    |             |            |            |            |  |  |        |        |        |        |
|  | Eva-Maria Zwiebler  | 4                   | 5             |               |              |    |             |            |            |            |  |  |        |        |        |        |
|  | Eva-Maria Zwiebler  | 4                   | 5             |               | Karen Bridge | 11 | 11          |            |            |            |  |  |        |        |        |        |
|  |                     |                     |               |               | Karen Bridge | 11 | 11          |            |            |            |  |  |        |        |        |        |
|  |                     | Jane Webster        | 0             | 2             |              |    |             |            |            |            |  |  |        |        |        |        |
|  | Pia Nielsen         | Jane Webster        | 0             | 2             | 5            | 5  |             |            |            |            |  |  |        |        |        |        |
|  | Pia Nielsen         |                     |               |               |              |    |             |            |            |            |  |  |        |        |        |        |
|  | Jane Webster        | 11                  | 11            |               |              |    |             |            |            |            |  |  |        |        |        |        |

## Herrendoppel

### Halbfinale
| Sieger       | Finalist                         | Ergebnis                   |            |
| Herrendoppel | Martin Dew Mike Tredgett         | Claes Nordin Lars Wengberg | 15–5, 15–2 |
| Herrendoppel | Stefan Karlsson Thomas Kihlström | Andy Goode Ray Stevens     | 15–8, 15–4 |

### Finale
| Sieger       | Finalist                         | Ergebnis                 |            |
| ------------ | -------------------------------- | ------------------------ | ---------- |
| Herrendoppel | Stefan Karlsson Thomas Kihlström | Martin Dew Mike Tredgett | 15–9, 15–3 |

## Damendoppel

### Halbfinale
| Sieger                      | Finalist                   | Ergebnis           |
| --------------------------- | -------------------------- | ------------------ |
| Jane Webster Nora Perry     | Dorte Kjær Nettie Nielsen  | 15–9, 14–17, 15–11 |
| Gillian Clark Gillian Gilks | Anne Skovgaard Lene Køppen | 15–6, 15–2         |

### Finale
| Sieger                      | Finalist                | Ergebnis    |
| --------------------------- | ----------------------- | ----------- |
| Gillian Clark Gillian Gilks | Jane Webster Nora Perry | 15–3, 15–11 |

## Mixed

### Halbfinale
| Sieger                   | Finalist                       | Ergebnis    |
| ------------------------ | ------------------------------ | ----------- |
| Mike Tredgett Nora Perry | Lars Wengberg Anette Börjesson | 15–8, 15–5  |
| Martin Dew Gillian Gilks | Steen Skovgaard Anne Skovgaard | 15–12, 15–8 |

### Finale
| Sieger                   | Finalist                 | Ergebnis    |
| ------------------------ | ------------------------ | ----------- |
| Martin Dew Gillian Gilks | Mike Tredgett Nora Perry | 15–12, 15–5 |

## Mannschaften

### Endstand
- 1.  England
- 2.  Schweden
- 3.  Dänemark
- 4.  Niederlande
- 5.  Sowjetunion
- 6.  Schottland
- 7.  Irland
- 8.  Deutschland
- 9.  Tschechoslowakei
- 10.  Wales
- 11.  Österreich
- 12.  Polen
- 13.  Norwegen
- 14.  Belgien
- 15.  Ungarn
- 16.  Island
- 17.  Finnland
- 18.  Schweiz
- 19.  Jugoslawien
- 20.  Italien
- 21.  Frankreich

## Medaillenspiegel
| Pos. | Land     | Gold | Silber | Bronze | Total |
| ---- | -------- | ---- | ------ | ------ | ----- |
| 1    | England  | 3    | 5      | 3      | 11    |
| 2    | Dänemark | 2    | 0      | 5      | 7     |
| 3    | Schweden | 1    | 1      | 3      | 5     |